# هوانگ هایانگ
هوانگ هایانگ (انگلیسی: Huang Haiyang؛ زادهٔ ۱۹۸۵) ورزشکار شمشیربازی اهل چین است.
وی در مسابقات کشوری و بین‌المللی در مجموع برندهٔ ۱ مدال نقره شده‌است.